# Tony Parsons
Tony Parsons (ur. 6 listopada 1953 w Romford, Essex) – brytyjski pisarz i dziennikarz. Początkowo dziennikarz muzyczny, pisał do New Musical Express. Później felietonista „The Daily Telegraph”, obecnie felietonista „Daily Mirror”.

## Twórczość
- Mężczyzna i chłopiec (Man and Boy, 1999) – historia producenta telewizyjnego Harry’ego Silvera i jego problemów osobistych.
- Za moje dziecko (One for my Baby, 2001)
- Mężczyzna i żona (Man and Wife, 2003) – kontynuacja historii Harry’ego Silvera z książki Mężczyzna i chłopiec.
- Kroniki rodzinne (The Family Way, 2004)
- Miłość to wszystko, czego potrzebujesz (Stories We Could Tell, 2006)
- Moja ulubiona żona (My Favourite Wife, 2008)
- Druga szansa (Starting Over, 2009)
- Men From the Boys (2010) – trzecia część historii Harry’ego Silvera z Mężczyzny i chłopca.
- The Murder Bag (2014)
- The Slaughter Man (2015)